# Floscopa scandens
Floscopa scandens är en himmelsblomsväxtart som beskrevs av João de Loureiro. Floscopa scandens ingår i släktet Floscopa och familjen himmelsblomsväxter. IUCN kategoriserar arten globalt som livskraftig. Inga underarter finns listade.